# Moï Ver
Moï Ver, właśc. Mojżesz Raviv-Vorobeichic (ur. 4 grudnia 1904 w Zaśkiewiczach, zm. 18 stycznia 1995 w Safed) – awangardowy fotografik i malarz izraelski polskiego pochodzenia. Jest on czasami wymieniany jako Moi Weï, Mosze Worobejczyk, Moshé Vorobeichic albo Mosé Vorobeichich. Autor licznych fotografii dokumentujących życie społeczności żydowskiej w polskich miastach, a także początki państwa żydowskiego tworzonego w Brytyjskim Mandacie Palestyny.
Mojżesz Worobejczyk urodził się w 1904 roku w Zaśkiewiczach jako najstarsze z czwórki dzieci Szlojmy i Szyfry z domu Cukerman. W 1915 r. wraz z rodziną przeprowadził się do Wilna, gdzie zamieszkali przy ulicy Wielka Pohulanka 11. Już podczas nauki w gimnazjum hebrajskim ujawnił się jego talent plastyczny. Jesienią 1923 r. rozpoczął studia na Wydziale Sztuk Pięknych Uniwersytetu Wileńskiego. W październiku 1927 wyjechał na studia w Bauhausie w Niemczech, gdzie zetknął się z czołowymi przedstawicielami światowej awangardy. Podczas pobytu w Dessau zakupił aparat fotograficzny marki Leica, którym w roku 1929 wykonał serię fotografii z wileńskiej dzielnicy żydowskiej. Część z nich ukazała się w wydanym w Zurychu albumie Ein Ghetto im Osten. Vilna (Orell Fussli Verlag 1931). Od jesieni 1929 rozpoczął naukę na paryskiej École Techinque de Photographie et de Cinématographie, gdzie studiował fotografię. W tym czasie przyjął pseudonim artystyczny Moï Ver. Podczas pobytu we Francji ukazał się kolejny jego album fotograficzny Paris (Éditions Jeanne Walter 1931, z przedmową Fernanda Légera). Oba albumy stały się klasycznymi książkami historii awangardowej fotografii artystycznej. W roku 1931 Moï Ver przygotował makietę do kolejnego albumu pod tytułem Ci-contre, który jednak wydany został dopiero w roku 2004 (wydawnictwo Ann und Jürgen Wilde).
W 1932 r. na zlecenie agencji fotograficznej Photo Globe udał się na Bliski Wschód, aby wykonać fotografie do zilustrowania artykułu o życiu codziennym Żydów w Palestynie. 2 lata później zdecydował się wyjechać i osiąść tam na stałe. Na początku lat pięćdziesiątych powrócił do malarstwa, którym zajmował się w okresie studiów. Przyjął wówczas nazwisko Moshe Raviv-Vorobeichic. Zmarł w 1995 roku w Izraelu.
Awangardowe fotografie z lat trzydziestych autorstwa Moï Ver znajdują się kolekcjach muzeów fotografii na całym świecie. Córka Moï Vera – Maya Raviv-Vorobeichic opublikowała ponownie jego album zdjęć Paryża (w wersji ang., Steidl Verlag 2002). W kwietniu 2023 paryskie Centrum Pompidou zorganizowało wystawę prac artysty, która w październiku tego samego roku została pokazana w Muzeum Warszawy.